# Presa de Nampo
El embalse de Nampo (서해갑문), embalse del Mar Occidental o presa del Mar Occidental, es un embalse de marea situado a 15 km al oeste de la Ciudad Especial de Nampo, en el oeste de Corea el Norte. Se trata de un sistema de presas de 8 km de longitud, con 3 esclusas y 36 puertas, que permite el paso de barcos de hasta 50.000 tm. La presa está construida en la boca del río Taedong, en el mar Amarillo. Se construyó entre 1981 y 1986, empleando todos los recursos del país. El objetivo de la presa era: 
- Evitar la entrada de agua marina en la cuenca del río Taedong, para resolver  un problema de déficit de agua dulce.[1]

- El regadío y conseguir tierras llanas adicionales en una zona escasa en tierras cultivables.[2]

Sin embargo, se dijo que la elevación del nivel del agua del río Taedong, con la creación del embalse, produjo la pérdida de valiosas tierras de cultivo, contribuyendo a la Hambruna de Corea del Norte.
Esta presa se considera el mayor logro de Corea del Norte y se utiliza como telón de fondo en los noticiarios de la Agencia Telegráfica Central de Corea, la agencia de noticias estatal, y también como un lugar popular para los grupos internacionales de turistas, para los que se ha creado un centro de visitantes en la isla de P'i Do, donde se enseña una película sobre la construcción de la presa.
En esta isla se ha instalado el faro más alto de Corea del Norte, el faro de P’i Do, con una torre de 33 m de altura y forma de antorcha.
El coste estimado de la obra es de 4.000 millones de dólares.